# Tutto su Nina
Tutto su Nina (All About Nina) è un film del 2018 diretto da Eva Vives.

## Trama
Nina Geld è una stand-up comedian di New York che ha un discreto successo ma nella vita privata è un disastro. A parte un buon rapporto con la madre, con gli uomini ha sempre e solo rapporti occasionali fatta eccezione per una relazione che si trascina con Joe, un poliziotto violento e sposato, del quale non riesce a liberarsi. Quando la sua agente le prospetta la possibilità di entrare a far parte del cast di uno show televisivo di grande successo che si registra a Los Angeles, Nina prende al volo l'opportunità di cambiare aria e, conscia del grande rischio che sta prendendo, si trasferisce sulla West Coast in cerca di un successo che dia una svolta alla sua vita.
A Los Angeles la ospita Lake, un'amica della sua agente che ha fatto fortuna e che abita in una splendida villa in collina ed è molto gentile e premurosa nei suoi confronti. Dopo la sua prima esibizione californiana Nina conosce Rafe, un uomo più grande di lei che, al di là dell'attrazione fisica, esprime un interesse ancora più grande per la sua persona, lasciando immaginare la prospettiva di una relazione. Per Nina è una cosa nuova e, nonostante le sue diffidenze, deve ammettere che con quest'uomo le cose paiono funzionare e che una relazione possa essere presa in considerazione.
Chiamata a esibirsi per essere selezionata con altre donne per lo show televisivo, fa una grande performance e viene presa, coronando il suo obiettivo. Forte di questo successo, quando si ripresenta in un club trova ad aspettarla Joe, venuto appositamente per lei da New York. Questi si imbatte in Rafe che lo caccia in malo modo ma poi se ne va offeso dato che Nina gli aveva confidato di non aver mai avuto relazioni prima di lui. Nina si sente in colpa e quando va in scena, turbata, anziché fare il monologo comico, racconta la sua triste storia, di bambina stuprata dal padre, che per otto anni ha approfittato di lei. La confessione è molto toccante ma finisce per cambiare anche il suo rapporto con la trasmissione che l'aveva ingaggiata.
Nina ritrova l'amore di Rafe e, persa l'occasione televisiva, dopo essersi messa a nudo pubblicamente, è richiestissima nei club, dove può continuare a esprimersi liberamente e avere successo con la sua comicità.

## Distribuzione
La pellicola è stata presentata al Tribeca Festival il 22 aprile 2018.

## Accoglienza

### Critica
Il film ha avuto critiche per lo più positive che hanno esaltato soprattutto l'interpretazione della protagonista, Mary Elizabeth Winstead.L'attrice si fece notare anche per una scena in cui, per la prima volta in carriera, si mostrava a seno nudo.